# Universidad de Ohio

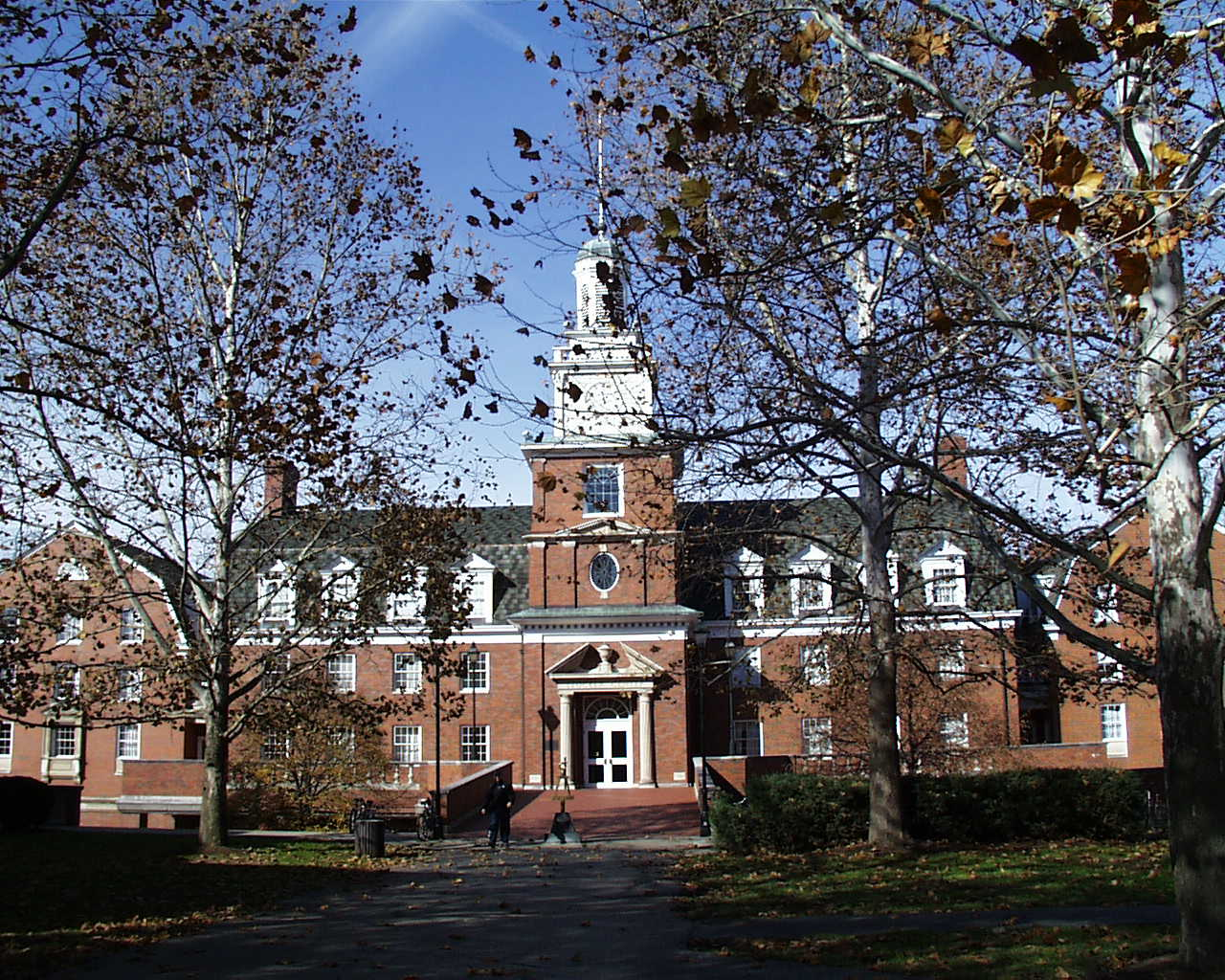
El Stocker Center de la OU.

La Universidad de Ohio, en inglés Ohio University (abreviado OU), es una universidad pública situada en Athens, en el estado de Ohio, Estados Unidos. Tiene una superficie de 7,3 km² y casi 20.000 estudiantes en el campus principal. Cuenta además con otros cinco campus: St. Clairsville, Zanesville, Lancaster, Ironton y Chillicothe donde hay otros 8000 estudiantes.
La universidad se fundó en 1804, lo que la hace la más antigua del estado de Ohio. Sus colores distintivos son el verde y el blanco. Su mascota es el Lince rojo (en inglés, bobcat) y su lema es Religio Doctrina Civilitas, Prae Omnibus Virtus ("Religión, Doctrina, Civismo, Por encima de Todo la Virtud").

## Historia
En 1787 se fomentaron las medidas educativas para apoyar la colonización del territorio del Noroeste, que propulsara el Congreso Continental con el propósito de fundar allí un estado. En 1797 se escogió la zona a orillas del río Hocking, en Marietta y Athens, como emplazamiento para la universidad de Ohio, dado que la localidad de Chillicothe era la capital originaria de Ohio.
Un año después de la entrada de Ohio en los Estados Unidos se fundó el 18 de febrero de 1804 la Ohio University con el nombre American Western University, si bien los tres primeros estudiantes se inscribieron en 1808.
La idea de crear una universidad en el condado de Ohio la concibió por primera vez Manasseh Cutler, reconocido como el fundador de la escuela junto con el general de brigada de la Guerra de la Independencia Rufus Putnam.  Además de ser fundamental en su fundación, Putnam también fue uno de los fideicomisarios originales de la universidad. El Putnam Hall lleva su nombre.  Cutler había ejercido como capellán en el Ejército Continental de George Washington. El primer nombre de la institución fue American Western University.  En 1797, los colonos de Marietta viajaron río abajo por el río Ohio y río arriba por el río Hocking para establecer una ubicación para la escuela en lo que el Congreso designó como College Lands, fundando Athens debido a su ubicación directamente entre la capital original de Chillicothe y Marietta. En 1802, el gobierno territorial aprobó la creación de la American Western University, pero la escuela no funcionó con ese nombre. La Universidad de Ohio fue reconocida por el nuevo estado el 18 de febrero de 1804, y su carta constitutiva fue certificada por la Asamblea General de Ohio. Esta última aprobación tuvo lugar once meses después de que Ohio fuera admitido en la Unión. Los primeros tres estudiantes se matricularon en 1809. Los dos primeros títulos de licenciatura se otorgaron en 1815. 
La Universidad de Ohio estuvo cerrada entre 1843 y 1848.  Las mujeres fueron admitidas por primera vez en la universidad en 1868. En 1874, la Asamblea General de Ohio creó la nueva Universidad Estatal de Ohio en Columbus como una escuela de concesión de tierras tras la aprobación de la Ley Morrill de 1862. En ese momento algunos representantes propusieron que tanto la Universidad de Ohio como la Universidad de Miami fueran degradadas a escuelas preparatorias.  En 1880, se sugirió en cambio que Ohio y Miami se fusionaran directamente con Ohio State, pero el proyecto de ley Sleeper de 1896, presentado por el ateniense David L. Sleeper, el presidente de la Cámara de Representantes de Ohio, proporcionó apoyo anual a la universidad; esto sentó el precedente para el continuo apoyo estatal a la Universidad de Ohio.  Un segundo desafío hubo de afrontarse en 1906. El siglo XX fue testigo de un crecimiento espectacular en la matrícula de estudiantes, la oferta académica y las instalaciones de investigación. Entre 1955 y 1970, la matrícula universitaria se triplicó, pasando de 7.000 a 20.000. Durante esta época, el campus creció, con la construcción de 25 nuevos dormitorios ubicados en dos nuevos espacios verdes residenciales para estudiantes, con estaciones de radio y televisión, instalaciones para investigaciones y aulas, y la construcción del estadio Convocation Center con capacidad para 13.000 personas. La Universidad de Ohio se ubica entre los 25 campus universitarios residenciales más grandes de los Estados Unidos y el quinto más grande en tamaño total del campus después de adquirir superficies de propiedades adyacentes en la cima de una colina en la década de 1990.
En 1935, Ohio reestructuró sus dos facultades en cinco, estableciendo las facultades de Comercio, Bellas Artes y Ciencias Aplicadas, además de las facultades existentes de Artes y Ciencias y Educación. La escuela de posgrado se creó en 1936 y el primer programa de doctorado se inició en 1956 en química.  A mediados de siglo, la universidad también comenzó a establecer campus regionales en todo el sureste de Ohio. La primera, la Universidad de Ohio – Chillicothe, se inauguró en 1946 para ayudar a eliminar el hacinamiento posterior a la Segunda Guerra Mundial en el campus principal de la universidad. La escuela comenzó con 281 estudiantes, el 70 por ciento de los cuales eran veteranos de las fuerzas armadas. Los campus posteriores llegarían en 1946 en Zanesville, en 1956 en Ironton y Lancaster, en 1957 en St. Clairsville y anteriormente en Proctorville en 2006.
En 1964, el presidente de los Estados Unidos, Lyndon B. Johnson, hizo referencia pública a su iniciativa Gran Sociedad por primera vez en College Green,  dándole a la universidad exposición en todo Estados Unidos y a nivel internacional. El 4 de mayo de 1970, se ordenó a la Guardia Nacional de Ohio que abriera fuego contra estudiantes que se manifestaban contra la guerra de Vietnam en la Universidad Estatal de Kent, matando a 4 e hiriendo a 9. Al mismo tiempo, se produjeron sentadas y disturbios contra la guerra en la Universidad de Ohio, incluso más intensos que los de Kent State. Esto se debió en parte a la negativa de la administración a cerrar la universidad; en lugar de regresar a casa, muchos estudiantes de otras universidades de Ohio que cerraron vinieron a Atenas para protestar aún más. Cuando la Guardia Nacional de Ohio fue llamada a Atenas, hubo una batalla de 3 horas en el Centro Baker, que resultó en 23 estudiantes heridos y 54 arrestados. El 15 de mayo el campus fue cerrado.  La biblioteca Alden se completó en 1969. En 1975, Ohio estableció su propia escuela de medicina, conocida como Heritage College of Osteopathic Medicine. Heritage es la única escuela de medicina del estado que otorga el título de doctor en Medicina Osteopática. En 1979, con motivo del 175.º aniversario de la universidad, la Universidad Chubu de Japón donó 175 cerezos.  El Centro de Innovación de la Universidad de Ohio, una incubadora de empresas tecnológicas, comenzó en 1983. El Instituto de Biotecnología Edison de la Universidad de Ohio se fundó en 1984. Durante la administración de Glidden, de 1994 a 2004, las nuevas construcciones incluyeron el Centro de Investigación de Ciencias de la Vida, Emeriti Park, Walter Hall, además de importantes renovaciones en Gordy Hall, Grover Center y Memorial Auditorium; la expansión de Bentley Hall y Copeland Hall; y el trabajo preliminar para el nuevo Baker Center que se inauguró en 2007.  En el otoño de 2012, la Universidad de Ohio convirtió su calendario académico de trimestres a semestres, después de haberlo cambiado por primera vez en 1967. 

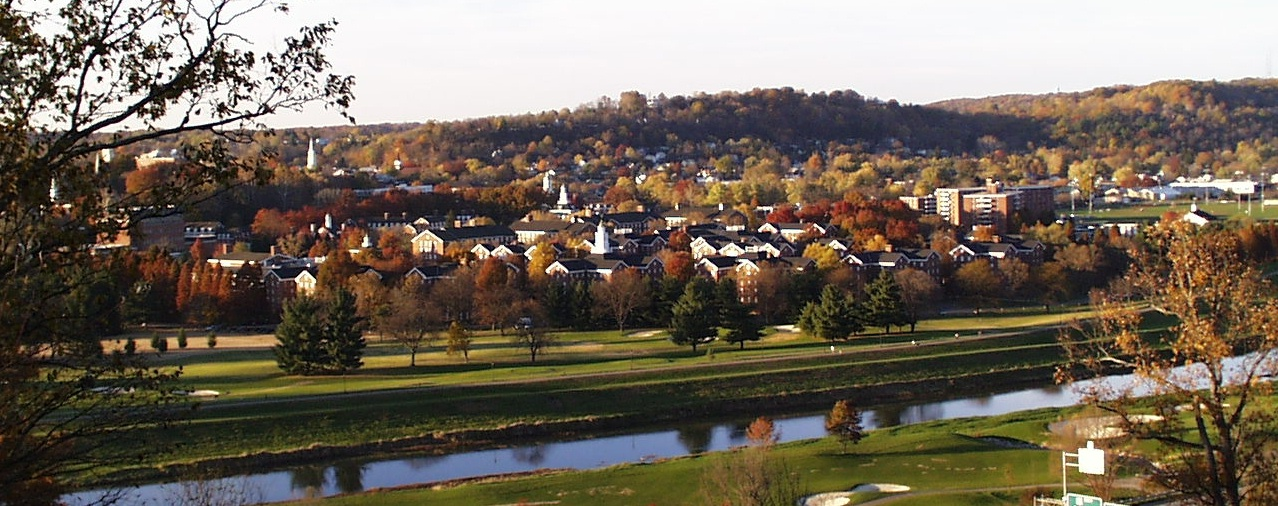
Vista del campus de la universidad.

## Organización
Junto al campus principal en Athens hay otras sedes locales en St. Clairville (Eastern), Zanesville, Lancaster, Ironton (Southern) y Chillicothe. 

### Facultades
- Salud y Ciencias Humanas
- Ciencias de la Ingeniería y Tecnología (Russ College of Engineering and Technology)
- Ciencias de la Comunicación (Scripps College of Communication)
- Artes y Ciencias
- Medicina Osteopática
- Pedagogía
- Bellas Artes
- Ciencias Económicas
- Honors College
- Center for International Studies
- University College

### Otras instalaciones
Además de la universidad con 2,4 millones de tomos, la universidad también dispone de un periódico redactado por estudiantes, The Post así como una emisora de radio y televisión, WOUB (donde OUB viene de Ohio University Bobcats), apoyada por las instituciones PBS und NPR.

### Campus de Atenas

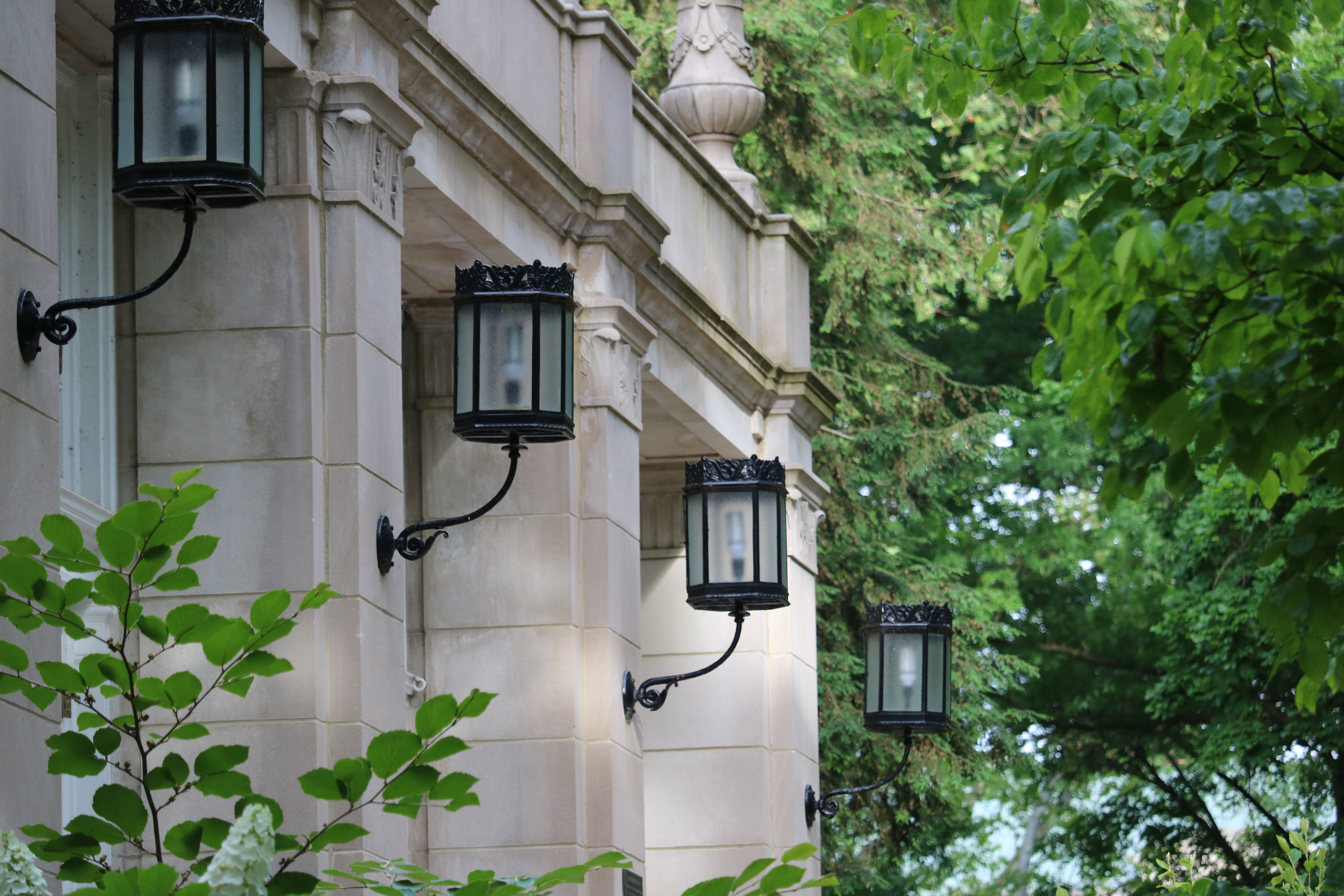
Auditorio en memoria de los exalumnos de Templeton-Blackburn.

El principal campus residencial de la universidad se encuentra en Athens, Ohio, con vistas al río Hocking. Construida bajo la presidencia de Jefferson, los temas federalistas de Nueva Inglaterra y de los primeros tiempos de Estados Unidos prevalecen en la arquitectura más temprana de la universidad. El desarrollo del campus comenzó en 1812 con la construcción del edificio central de la universidad, Manasseh Cutler Hall, un monumento nacional registrado y construido solo 20 años después de la Casa Blanca. Las campanas universitarias de Cutler Hall, que sustituyen a una antigua campana de hierro fundido existente, suenan cada media hora todos los días hasta las 21:00 horas. La campana original, la tercera campana universitaria más antigua de Estados Unidos, que todavía está colgada en la cúpula del Cutler Hall, sonaba para señalar el comienzo y el final de la jornada escolar, así como para señalar el final de los diferentes períodos de clase. Fundido a principios del siglo XIX, sirvió a la universidad durante más de un siglo.

### College Green

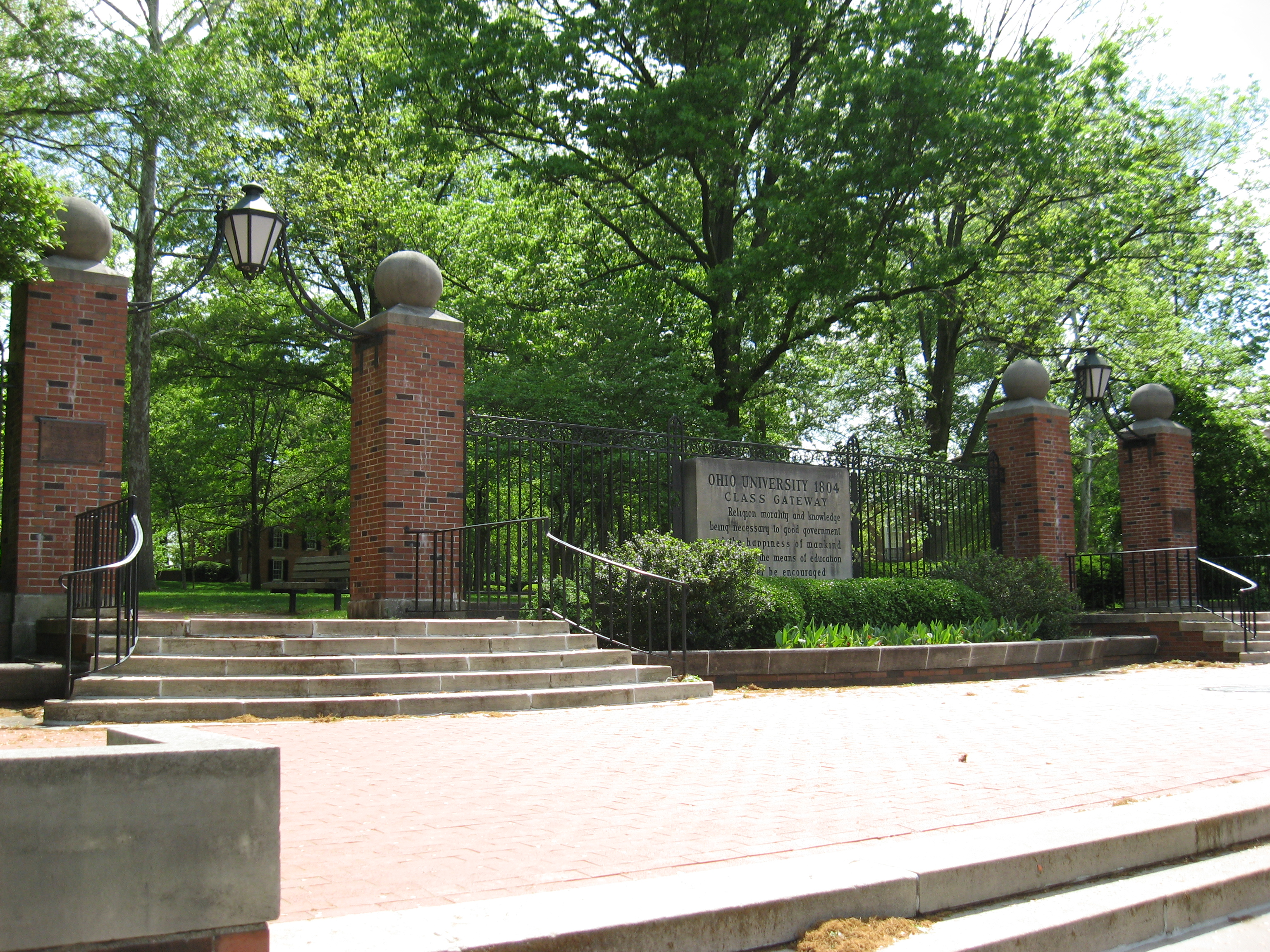
La entrada al College Green.

El histórico College Green es el césped cuadrangular centralizado y la ubicación de importantes edificios del campus: Manasseh Cutler Hall, la Oficina del Presidente; Wilson Hall, la Facultad de Artes y Ciencias; McGuffey Hall, llamado así por William McGuffey; y College Gateway.  Estas tres estructuras primarias originales son elementos destacados del logotipo oficial actual de la universidad y se mantienen fieles a su diseño original de hace más de 200 años. El College Green ha cambiado poco en los últimos dos siglos, lo que contribuye al aspecto colonial de la universidad. El verde, inspirado en los fundadores de la universidad, se basa en el diseño clásico de las ciudades tradicionales inglesas y de Nueva Inglaterra y es similar a los cuadrángulos universitarios.  En el College Green se encuentra la capilla Galbreath, cuya aguja, rematada con una veleta de latón, está inspirada en la del pórtico de la iglesia All Souls de Nash en Londres. Otros edificios en el College Green son el Chubb Hall, donde se hacen las admisiones de pregrado y donde se encuentran las oficinas del tesorero y el registrador; Ellis Hall, donde se ubican los departamentos de inglés, clásicos, estudios religiosos y filosofía; el auditorio Templeton-Blackburn Memorial; así como Bryan Hall, una residencia para estudiantes de último año. El reloj de sol de la Universidad, ubicado detrás de la Capilla Galbreath, fue construido en 1907 y marca la ubicación original del primer edificio de la universidad. College Green está enmarcado por dos accesos universitarios principales. La Puerta de los Antiguos Alumnos, construida en 1915, presenta el texto "Para que crezcas en conocimiento, sabiduría y amor", tomado de la frase en latín inscrita sobre una puerta de entrada a la Universidad de Padua y fue inaugurada en el centenario de la primera clase de graduados de la universidad.  La nueva Puerta de la Universidad, construida en la década de 1960, presenta palabras tomadas de la Ordenanza del Noroeste de 1787 sobre educación pública. Las tradiciones que rodean a College Green incluyen la segunda mitad de la convocatoria del primer año, donde los estudiantes, liderados por la Ohio University Marching 110, marchan por Richland Avenue, hacia Presidents Street, girando hacia el norte hacia Court Street e ingresando a Green a través de College Gate en la esquina de Court y Union Streets. Desde allí, se celebra una gran feria de participación donde los estudiantes encuentran clubes a los que desean unirse.

### Centro Universitario John Calhoun Baker

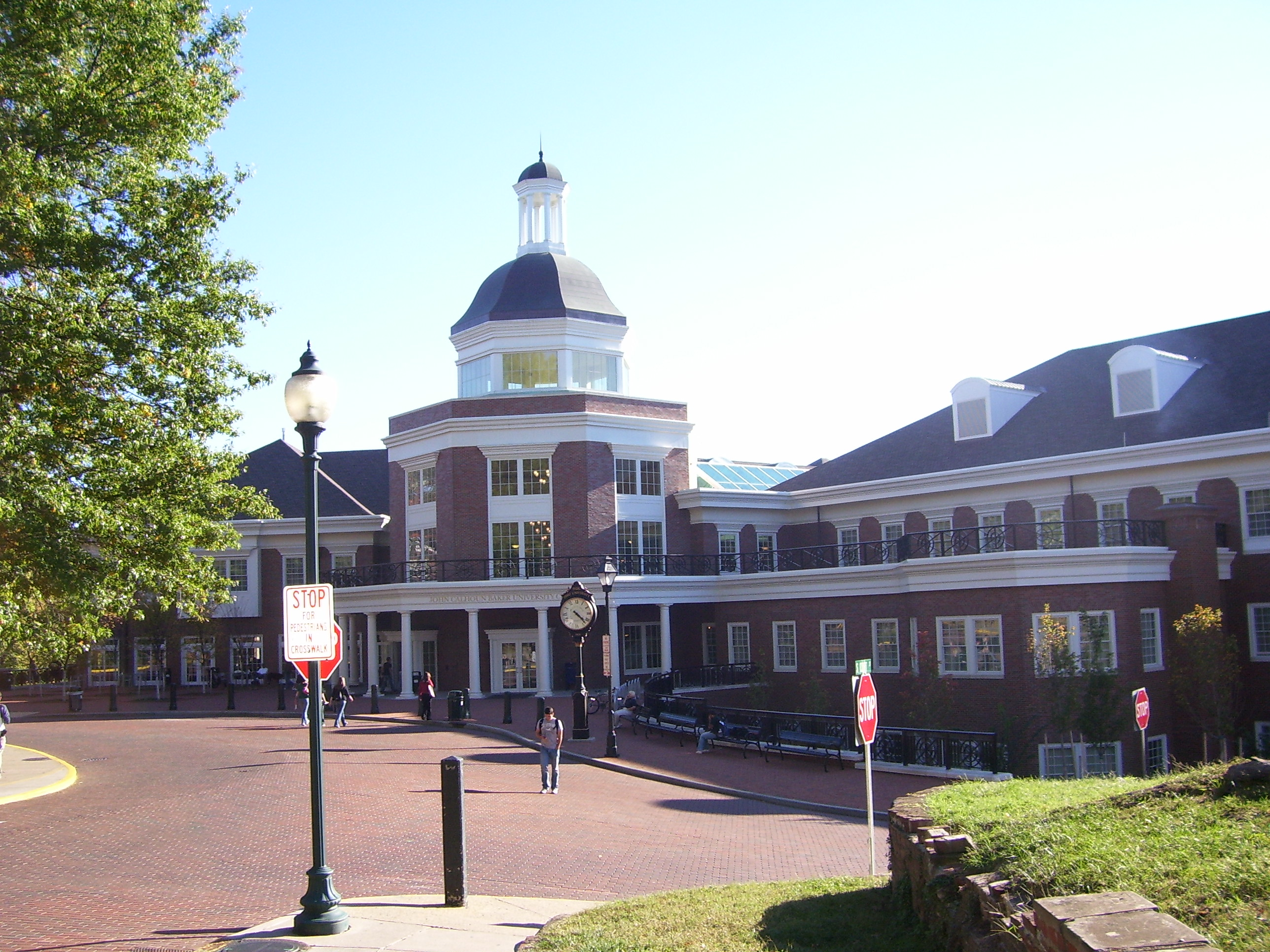
El Centro Universitario Baker está situado en la cima de una ladera donde antes había atravesado el río Hocking.

El Centro Universitario John Calhoun Baker, inaugurado en enero de 2007, lleva el nombre del decimocuarto presidente de la universidad. La instalación reemplazó al Baker Center original ubicado en East Union Street frente a College Green y sirve como centro de la actividad del campus. Los mapas electrónicos y los recorridos virtuales por la universidad, disponibles en los mostradores de información del centro y en línea, guían a los visitantes por el campus.  El edificio presenta una arquitectura federal de influencia georgiana y grandes ventanas que dejan entrar la luz natural y ofrecen amplias vistas de los lados sur y oeste del campus. En contraste con el ladrillo rojo del exterior y las columnas blancas, el interior tiene un estilo más contemporáneo con altos techos abovedados. Mosaicos de terrazo de aspectos del globo terráqueo están incrustados en el atrio de la entrada principal del edificio. El Baker Center contiene un gran patio de comidas llamado West 82; un pub bistro llamado Latitude 39; un Grand Ballroom; The Honors Collegium, The Wall of Presidents, el Bobcat Student Lounge, una tienda llamada Bobcat Depot que vende ropa, computadoras y accesorios; un teatro con capacidad para 400 personas; áreas de estudio; laboratorios de computación; oficinas administrativas; y numerosas salas de conferencias. The Front Room, una gran cafetería que lleva el nombre de un ex - universitario popular, cuenta con un escenario, obras de arte y una chimenea comunitaria. Sirve productos Starbucks y productos de panadería universitaria y está ubicado en el cuarto piso, que se abre a su propia terraza exterior, así como a la intersección de las calles Park Place y Court, lo que lo convierte en un lugar popular para los estudiantes entre clases. Otras comodidades incluyen una oficina de correos de los Estados Unidos  y la Galería de Arte Trisolini, llamada así en honor a un destacado miembro de la facultad de bellas artes. 

### East Green

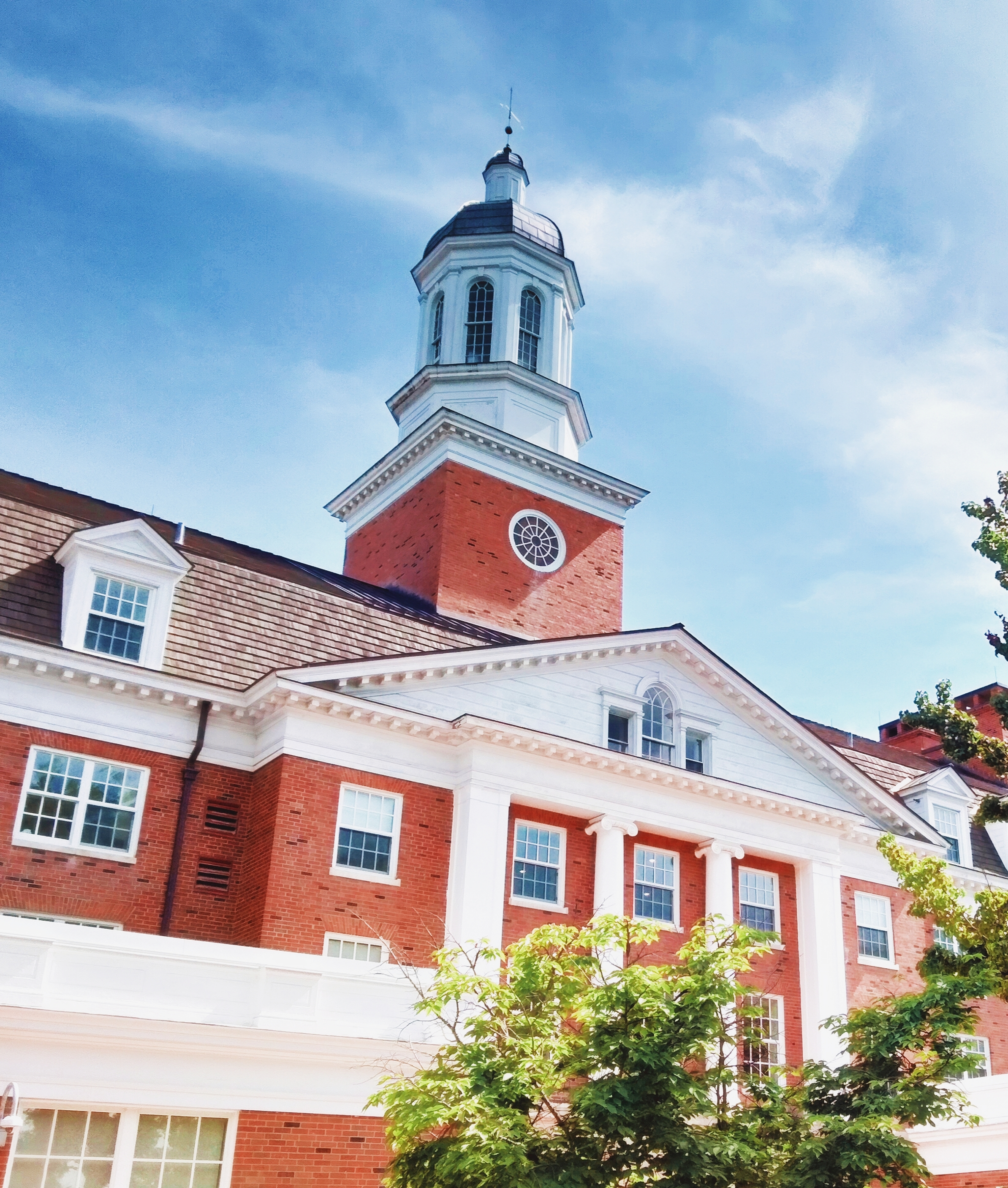
El Jefferson Hall, finalizado en 1956 e inaugurado en 1958, es el punto de referencia del East Green.

Hay doce residencias universitarias en East Green.  Esta zona de la universidad es la zona verde residencial más antigua e incluye tres de los senderos más empinados del montañoso campus de Atenas: Morton Hill, la terraza y la escalera de Bryan Hall, y Jefferson Hill. Cada pasarela permite a los residentes de East Green acceder a las aulas si están dispuestos a caminar o andar en bicicleta. East Green también alberga Shively Court, un comedor recientemente renovado con opciones para comer en el lugar, para llevar y para llevar.  East Green incluye Jefferson Marketplace con varios vendedores de comida. 

### South Green

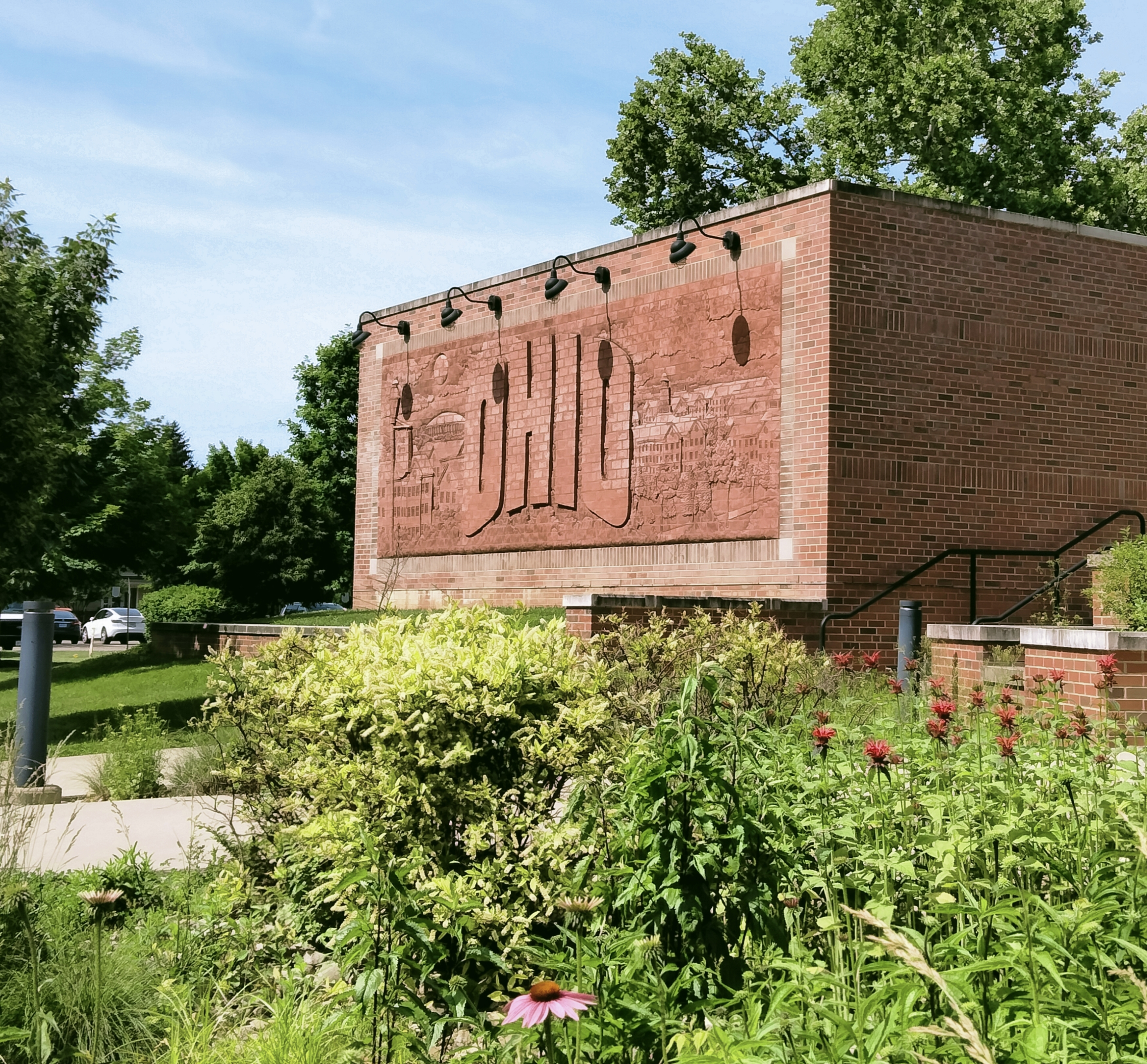
Mural de ladrillos de Ohio, South Green.

South Green incluye áreas cercanas al Parque Emeriti y se extiende a lo largo del valle del río Hocking. Hay dieciocho residencias universitarias en South Green, tras la incorporación de cuatro nuevas residencias universitarias en el verano de 2015.   South Green alberga varias instalaciones, entre ellas:
- Nelson Court, el comedor más grande de la universidad, con un mercado adyacente y una cafetería, South Side Espresso Bar.
- Estadio Peden, el campo de fútbol de la universidad y el estadio de fútbol más antiguo de la conferencia Mid-American, adyacente a una nueva instalación de entrenamiento interior multiusos, el Walter Fieldhouse. Es un sitio histórico oficial de Ohio designado por la Sociedad Histórica de Ohio.
- Bird Ice Arena, sede del equipo de hockey de la Universidad de Ohio, patinaje recreativo y clases de patinaje académico.
- Centro Acuático de la Universidad de Ohio, sede de los equipos de natación y buceo de la universidad.

### West Green

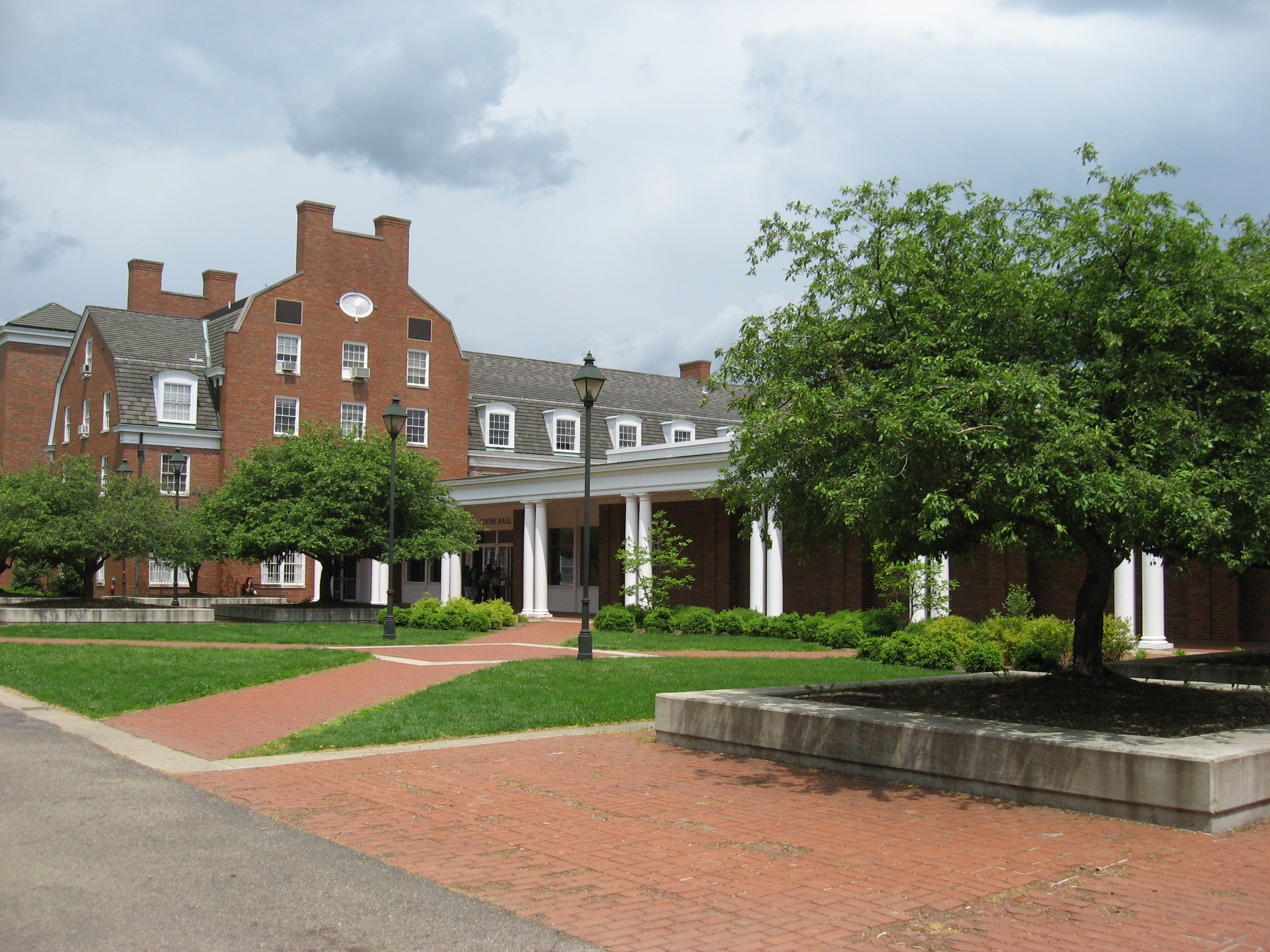
Irvine Hall, una instalación de uso mixto en West Green.

West Green incluye edificios alrededor de la parte occidental del campus de Atenas.  El Ohio Athletic Mall se extiende por la parte occidental del campus, cerca del final del carril bici de Atenas en el cruce de la calle Union. El centro comercial cuenta con instalaciones para lacrosse, béisbol, atletismo y otros deportes relacionados. A lo largo del río Hocking hay una serie de árboles de sakura plantados para conmemorar la asociación histórica de la universidad con la Universidad de Chubu. Cada año, los estudiantes japoneses patrocinan un "Festival Sakura", un evento cultural que celebra la espectacular floración de los cerezos y sus iluminaciones nocturnas. Cerca del Parque Bicentenario se encuentra Input, una obra de arte paisajística de la artista Maya Lin.
Anclando el cuadrilátero West Green se encuentra el Stocker Center, que alberga el Russ College of Engineering and Technology.
Hay ocho residencias universitarias en West Green.  El West Green también incluye:
- The District en West Green, un comedor con varias opciones, incluida una cocina para aquellos con restricciones dietéticas.
- Centro Académico y de Investigación.
- Campo de Softbol de Ohio, sede del equipo de softbol.
- Pista Goldsberry, sede de los equipos de atletismo. [29]
- Estadio Bob Wren, sede del equipo de béisbol.
- Chessa Field, sede del programa de fútbol femenino.
- Pruitt Field, sede del equipo de hockey sobre césped.

### Centro de recreación Charles J. Ping

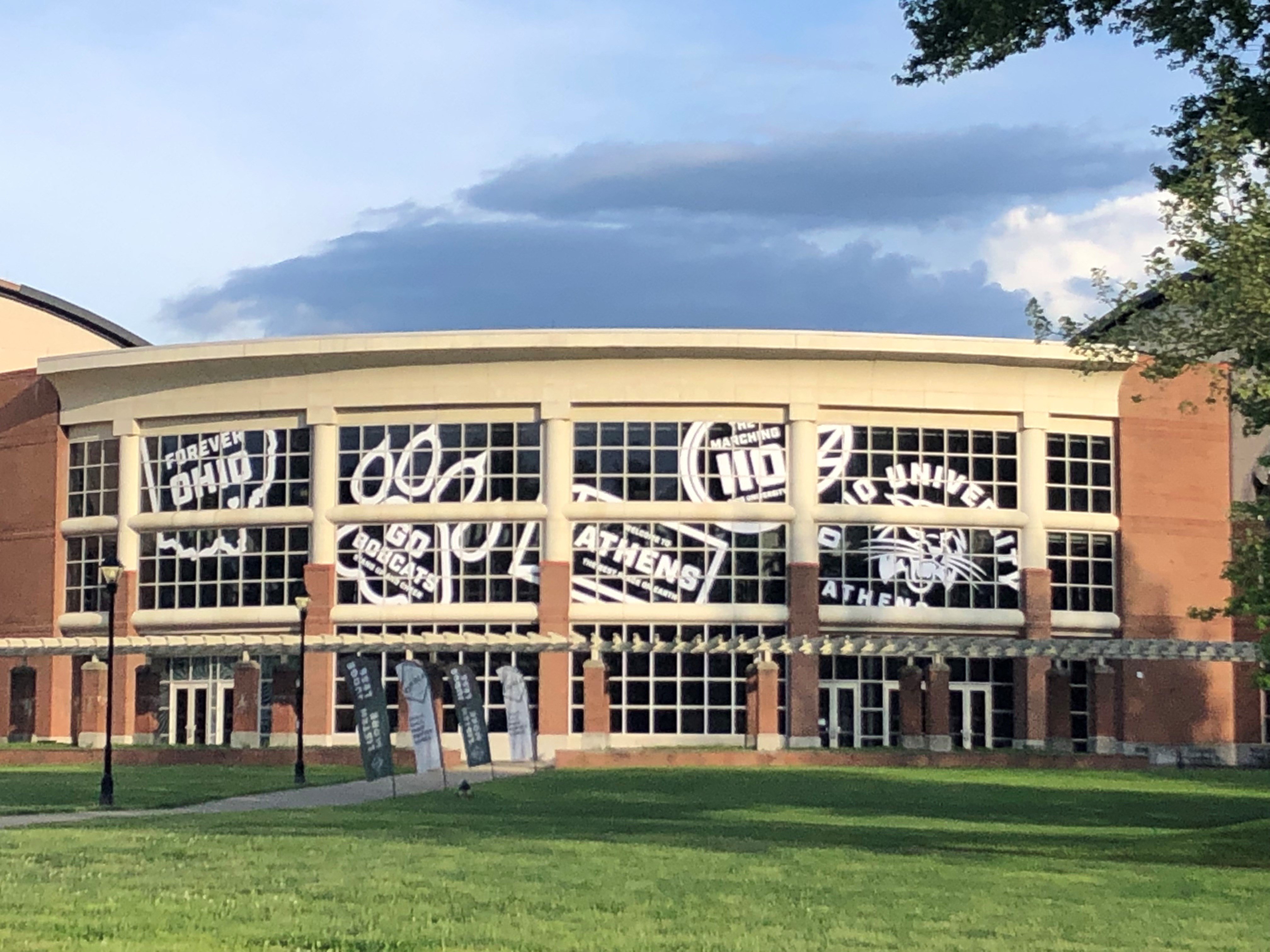
Centro de recreación Charles J. Ping.

El Centro Charles J. Ping es una de las instalaciones recreativas más grandes del país. Cubriendo 168 000 pies cuadrados (15 607,7 m²)  en tres plantas, Ping alberga un espacio  36 pies (11,0 m), muro de escalada de doble cara, cinco canchas de baloncesto y voleibol, dos gimnasios multiusos, una pista de atletismo cubierta elevada de cuatro carriles, ocho canchas de ráquetbol y un área de fitness cerrada con vidrio. Ping Center también ofrece salas de pesas libres y cardio, clases de aeróbic y fitness, deportes de combate, danza, salas de reuniones y entrenamiento personal. El centro recreativo también alberga deportes de club y deportes intramuros. La construcción comenzó en 1994 y se inauguró en enero de 1996. Ping recibió su nombre en honor al decimoctavo presidente de la Universidad de Ohio, Charles J. Ping. Ping también es uno de los mayores empleadores de estudiantes en el campus.

### Otras instalaciones

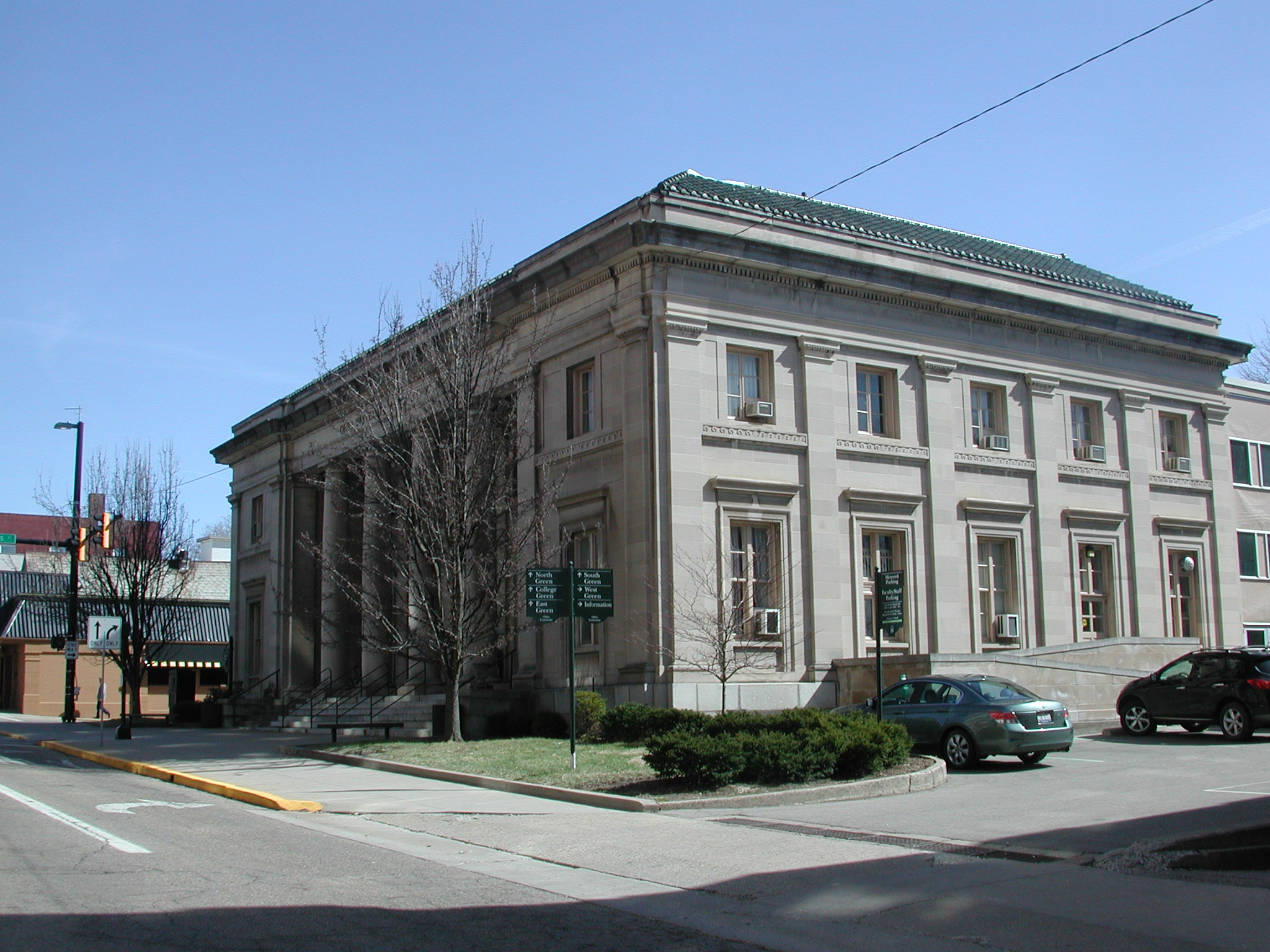
Haning Hall alberga la Oficina de Innovación Educativa y el Centro de Enseñanza y Aprendizaje, que incluye Educación Basada en Impresión, Sesiones de Verano, OHIO Online y Educación Superior Regional.

- The Ridges, anteriormente Hospital Mental de Atenas, fue adquirido por la universidad. El área de estilo victoriano desde entonces ha sido reconvertida en un complejo universitario de aulas y oficinas administrativas rodeadas por una gran reserva natural. Además, cerca se encuentra un nuevo observatorio planetario.
- Aeropuerto Gordon K. Bush
- Laboratorio del Acelerador Edwards, [30] un acelerador de partículas utilizado para la investigación en física nuclear y astrofísica.
- El Cine Athena, un cine de estilo art déco temprano, de un siglo de antigüedad, ubicado dentro del campus, propiedad de la universidad.
- Planta de calefacción Lausche, una planta dentro del campus que proporciona calor a todos los edificios del campus.

### Campus regionales
El primer campus regional, la Universidad de Ohio – Chillicothe, se inauguró en 1946 para ayudar a eliminar el hacinamiento posterior a la Segunda Guerra Mundial en el campus principal de la universidad.  La escuela comenzó con 281 estudiantes, el 70 por ciento de los cuales eran veteranos de las fuerzas armadas. En la actualidad, más de 9.800 estudiantes asisten a los cinco campus regionales de la Universidad de Ohio:
- Universidad de Ohio, Chillicothe – 1946
- Universidad de Ohio Zanesville – 1946
- Universidad de Ohio Lancaster – 1956
- Universidad del Sur de Ohio (Ironton) – 1956
- Universidad del Este de Ohio (St. Clairsville) – 1957

La Universidad de Ohio mantuvo el Centro Proctorville, que se inauguró en abril de 2007. Fue adquirido por el Collins Career Technical Center en octubre de 2023.

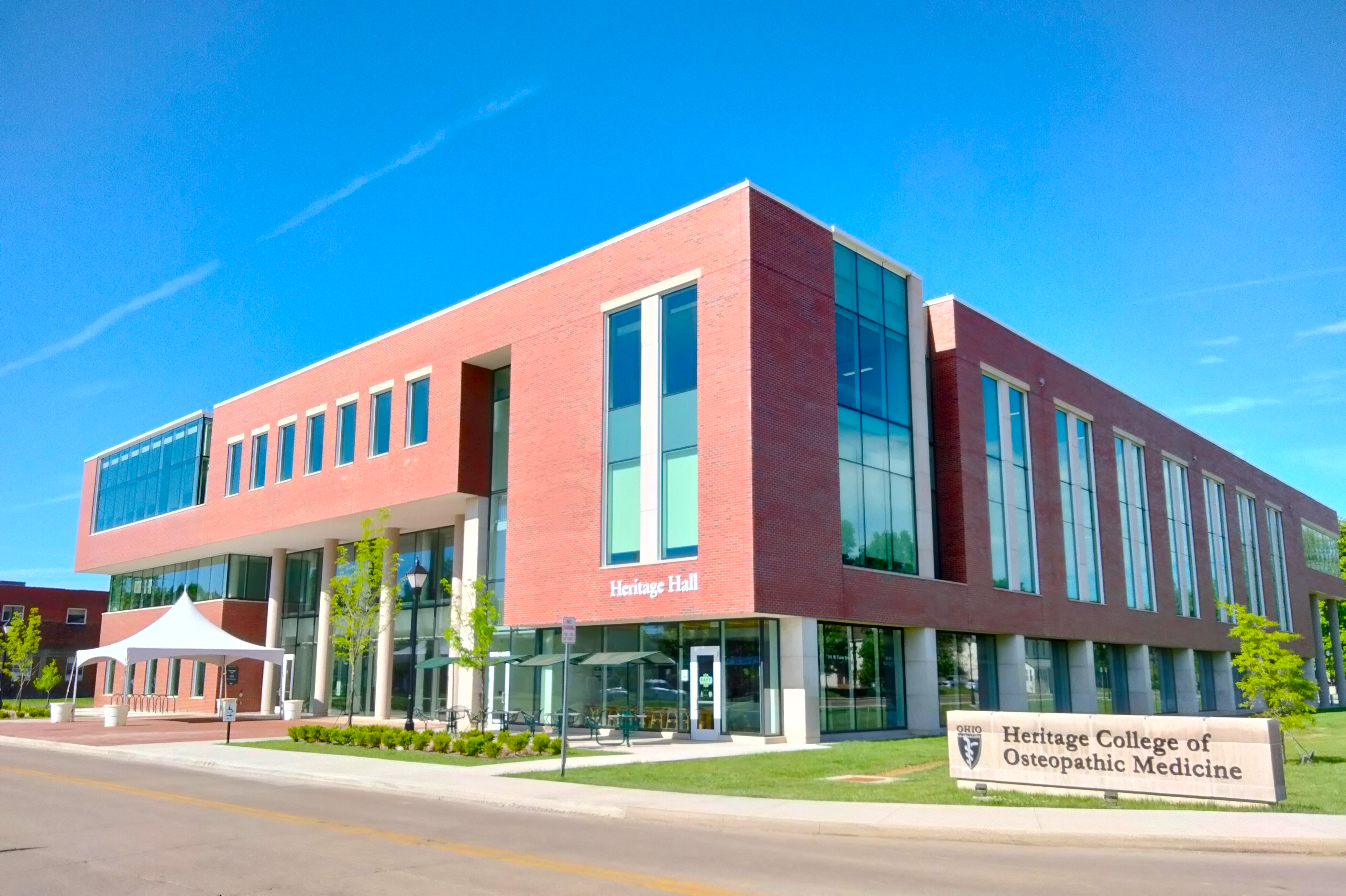
Facultad de Medicina Osteopática Heritage

El Heritage College of Osteopathic Medicine opera dos campus además del de Atenas:
- Dublín, que incluye un campus de extensión además de un campus médico
- Cleveland, que está afiliada a la Clínica Cleveland

## Organización
El campus de Atenas está organizado por sus 12 facultades y escuelas académicas que otorgan títulos, el sistema de bibliotecas de la Universidad de Ohio y varios servicios de apoyo. La Facultad de Artes y Ciencias es la división académica más grande de la universidad y alberga una amplia gama de cursos de artes liberales en humanidades, ciencias sociales y ciencias naturales como base para todos los títulos universitarios.

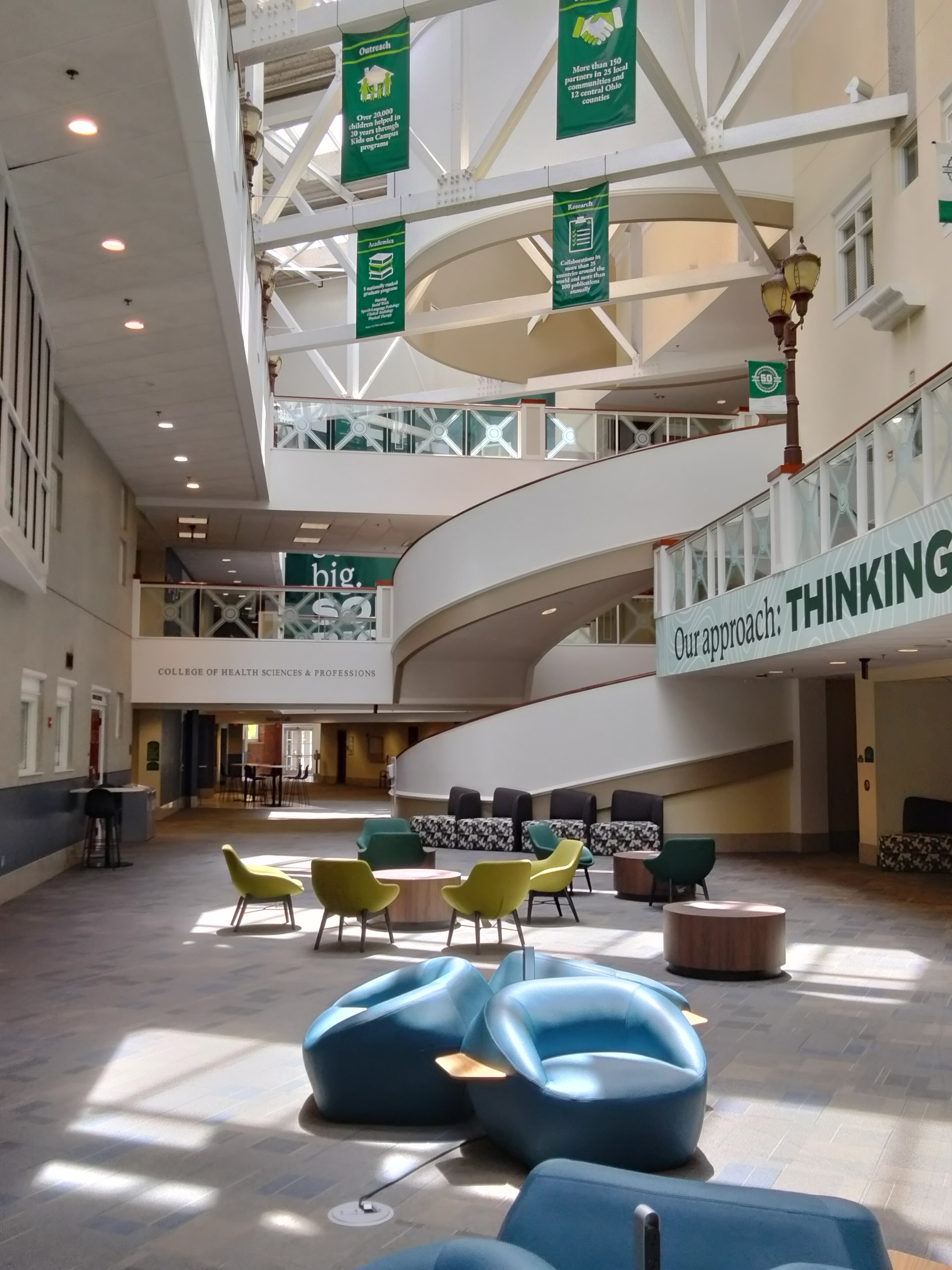
Facultad de Ciencias y Profesiones de la Salud.

El Russ College of Engineering and Technology alberga los programas de alto nivel de la universidad en los campos tradicionales de la ingeniería a nivel de pregrado y posgrado.  Tiene matriculados aproximadamente 1.400 estudiantes de pregrado y casi 300 estudiantes de posgrado. Recibe su nombre en honor a Fritz J. Russ, exalumno de ingeniería eléctrica y fundador de Systems Research Laboratories, una importante empresa de bioingeniería. 
El Scripps College of Communication está compuesto por cinco escuelas y un laboratorio de investigación: la E. W. Scripps School of Journalism,  la JW McClure School of Information and Telecommunication Systems, la School of Communication Studies, la School of Media Arts and Studies (anteriormente School of Telecommunications), la School of Visual Communication (VisCom) y el Game Research and Immersive Design (GRID).
La Facultad de Negocios ofrece nueve especializaciones diferentes y una especialización menor en negocios generales para estudiantes con especializaciones no relacionadas con negocios, así como el "OHIO MBA" en una variedad de formatos de aprendizaje. Copeland Hall, sede de la universidad, mantiene seis laboratorios de computación y dos salas de estudio con computadoras, así como muchas salas de conferencias y salas para grupos pequeños para una atmósfera de equipo íntimo y colaborativo. Todas las clases de negocios son impartidas por profesores en lugar de estudiantes de posgrado.
La Facultad de Bellas Artes ofrece programas académicos en arte, danza, cine, artes interdisciplinarias, música y teatro. La Escuela de Música de la Universidad de Ohio celebró su centenario en 2017. El programa de cine de la universidad está ubicado dentro de la Escuela de Danza, Cine y Teatro de la Facultad de Bellas Artes. El Museo de Arte Kennedy está ubicado en Ridges en Lin Hall.

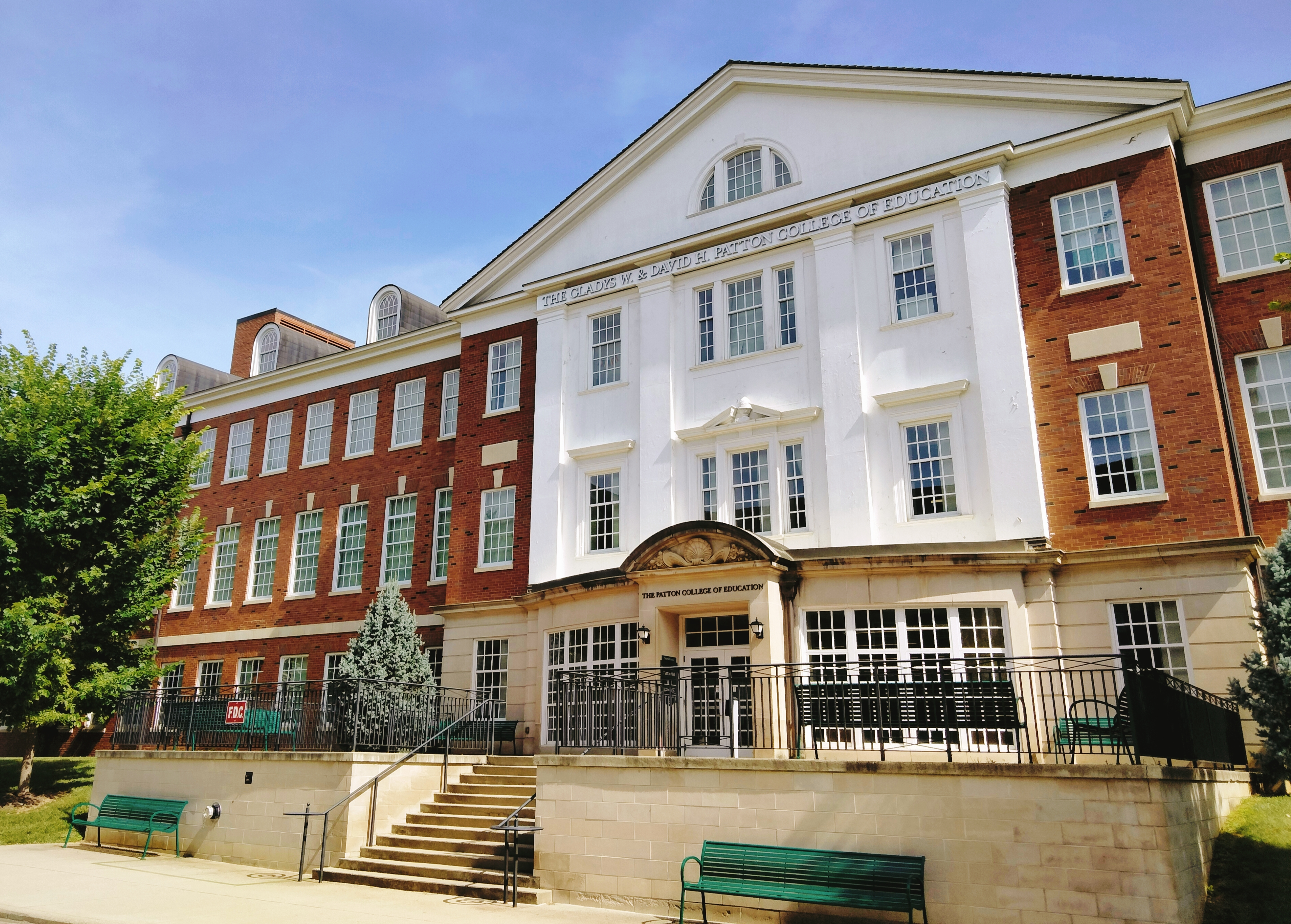
Facultad de Educación Patton

La historia del Patton College of Education se remonta al 11 de mayo de 1886. El Departamento Normal, predecesor de la actual Facultad de Educación, fue el primer programa de preparación docente apoyado por el estado en Ohio. El primer jardín de infancia del estado se inauguró en el campus de la Universidad de Ohio en 1907. En la actualidad, la Facultad de Educación está organizada en tres departamentos: Orientación y Educación Superior, Estudios Educativos y Formación Docente. En la actualidad, la universidad atiende a más de 2.100 estudiantes de pregrado y 800 estudiantes de posgrado.  El 1 de julio de 2010, The Patton College se convirtió en la sede de varios programas que anteriormente se encontraban en la Facultad de Salud y Servicios Humanos, creando dos nuevos departamentos: Educación en Ciencias Humanas y del Consumidor, y Pedagogía en Recreación y Deporte. 
El Honors Tutorial College ofrece programas en 34 disciplinas, que van desde el periodismo hasta la astrofísica. La Oficina de Premios Nacionales de Competitividad se encuentra en la universidad.  Se basa en el sistema de tutoría británico que se encuentra típicamente en las universidades de pregrado, donde los estudiantes reciben instrucción individual o en grupos pequeños.
Heritage College of Osteopathic Medicine se fundó en 1975.  Es la única facultad de medicina osteopática del estado y ofrece el título de doctor en Medicina Osteopática (DO). La universidad está acreditada por la Asociación Americana de Osteopatía.  En 1993, Barbara Ross-Lee fue nombrada decana del Heritage College of Osteopathic Medicine; fue la primera mujer afroamericana en ocupar el cargo de decana de una facultad de medicina de Estados Unidos. En 2014, junto con su destacado socio de formación OhioHealth,  la universidad abrió un segundo campus de medicina en Dublin, Ohio.  En 2015, la universidad abrió un tercer campus en afiliación con Cleveland Clinic  en el Cleveland Clinic South Pointe Hospital en Warrensville Heights, Ohio.  Aproximadamente 120 estudiantes de medicina se forman en el campus de Atenas, 70 en Dublín y 60 en Cleveland.
La Facultad de Ciencias y Profesiones de la Salud se estableció en 1979 y es la sede de los departamentos de fisiología del ejercicio, dietética y ciencias de la nutrición, fisioterapia, entrenamiento atlético, estudios de salud, enfermería, rehabilitación y ciencias de la comunicación, salud social y pública, y trabajo social.
El University College se fundó en 2004.  La universidad está formada por estudiantes que diseñan un programa principal con la aprobación de la facultad y otorga el título de Licenciado en Estudios Especializados (BSS). El profesorado del University College proviene de diversas disciplinas.

### Centros de investigación

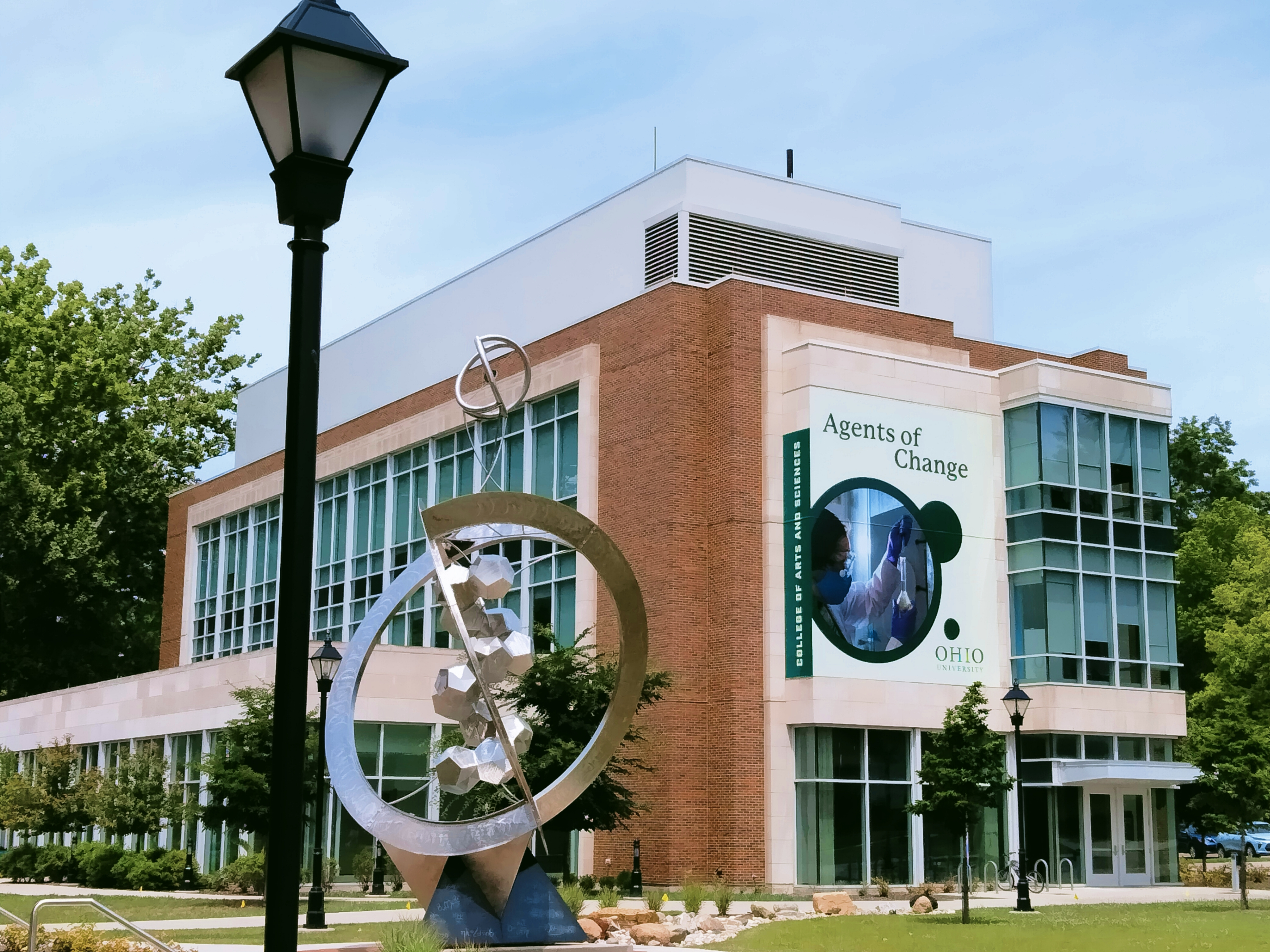
Edificio de Química.

Varios programas e institutos de investigación permiten a los estudiantes aprender de científicos y académicos que participan activamente en el avance de sus disciplinas. Los centros e institutos de investigación aprobados por la Junta Directiva de la Universidad de Ohio cubren una amplia gama de disciplinas.
La Facultad de Artes y Ciencias patrocina el Instituto de Investigación y Servicio Afroamericano, el Instituto Astrofísico,  el Instituto de Historia Contemporánea, el Instituto Charles J. Ping para la Enseñanza de las Humanidades, el Centro de Instrumentación Química Inteligente, el Instituto de Fenómenos Cuánticos y a Nanoescala,  el Instituto de Ética Aplicada y Profesional, el Instituto para el Estudio Empírico del Lenguaje, el Instituto de Física Nuclear y de Partículas,  el Centro Cartográfico de la Universidad de Ohio, el Instituto de Biología Cuantitativa y el Centro de Teoría de Anillos y sus Aplicaciones. El Centro de Estudios Internacionales se estableció en 1964.  El Foro George Washington sobre Ideas patrocina intercambios sobre una amplia gama de temas  y la universidad lanzó el Centro de Liderazgo Global para involucrar a estudiantes de cualquier especialidad en una amplia variedad de proyectos de impacto global durante sus estudios. 
El Heritage College of Osteopathic Medicine patrocina el Instituto de Investigación Neuromusculoesquelética, el Instituto de Enfermedades Tropicales,  el Instituto de Biotecnología Edison y el Instituto de Salud Rural de los Apalaches.

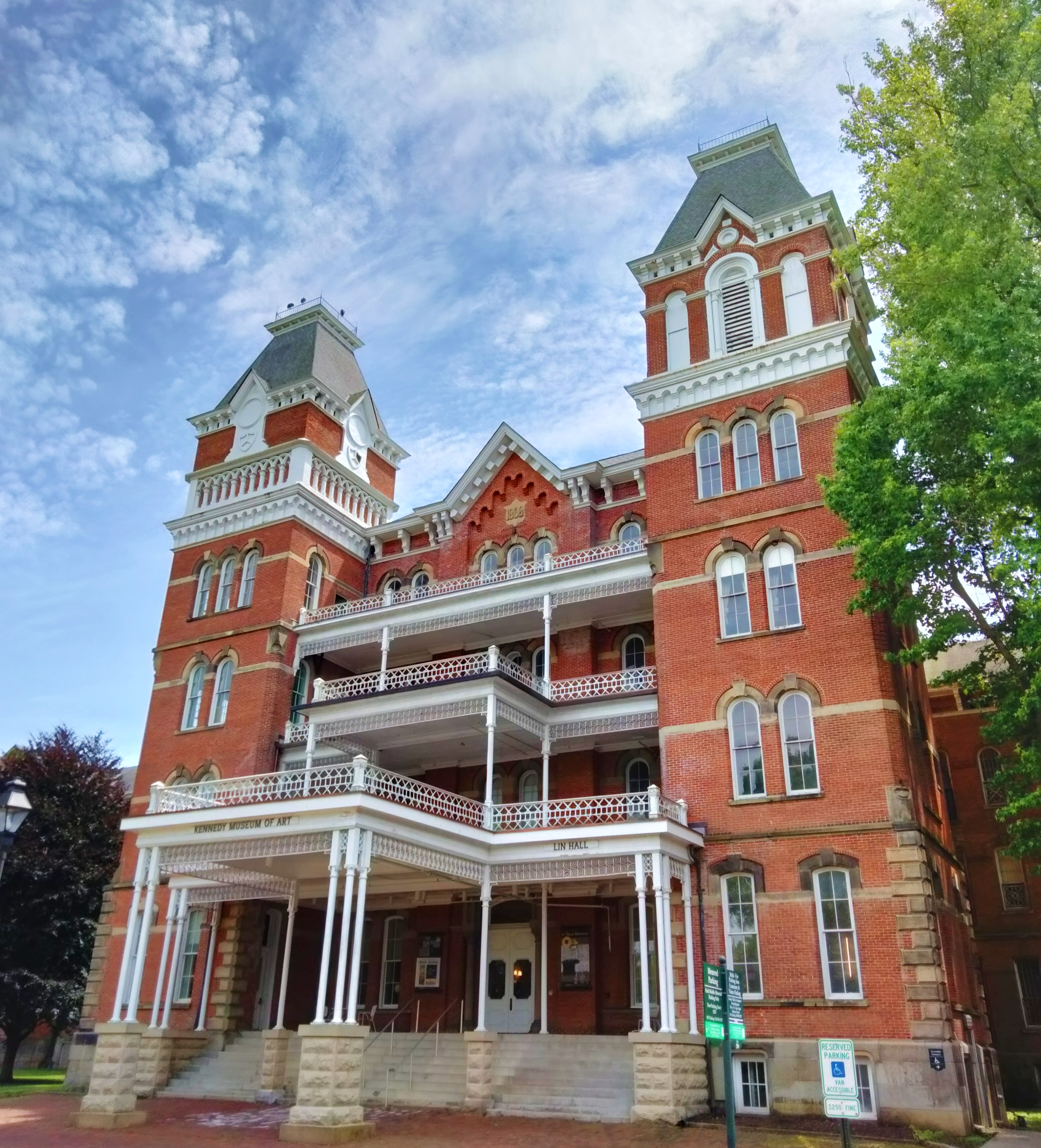
Museo de Arte Kennedy en The Ridges

En ingeniería y tecnología, Ohio patrocina el Instituto de Energía Sostenible y Medio Ambiente, el Centro de Procesamiento Avanzado de Materiales, el Centro de Integración de Sistemas de Software Avanzado, el Centro de Educación e Investigación de Identificación Automática, el Centro de Investigación de Ingeniería Aviónica,  el Instituto de Tecnología Multifásica y de Corrosión,  el Centro de Sistemas Inteligentes, Distribuidos y Confiables, el Instituto de Investigación de Ohio para el Transporte y el Medio Ambiente, y el Instituto de Liderazgo T. Richard y Eleanora K. Robe.  El programa de Materia Condensada y Ciencia de Superficies  apoya la investigación en materia condensada y física de materiales. El Instituto de Nanoescala y Fenómenos Cuánticos  (NQPI) apoya la investigación en diversos aspectos de la nanociencia y los fenómenos mecánicos cuánticos en la naturaleza.
La Facultad de Negocios patrocina el Centro de Comercio Electrónico,  el Centro de Educación y Desarrollo de Negocios Internacionales, el Instituto de Seguros de la Universidad de Ohio, el Centro de Administración Deportiva,  y el Centro de Ventas Schey. La universidad también cuenta con una incubadora de empresas y un centro de innovación.
En las disciplinas de Comunicaciones del Scripps College, Ohio patrocina el Instituto de Periodismo Internacional, el Centro de Investigación de Encuestas Scripps,  el Centro de Telecomunicaciones y el Instituto de Estudios de Telecomunicaciones. La Facultad de Comunicación también patrocina el Laboratorio de Investigación de Juegos y Diseño Inmersivo (GRID), una iniciativa de la Facultad de Comunicación Scripps, que brinda a los habitantes de Ohio la capacitación, la educación y la oportunidad de desarrollar habilidades técnicas y creativas con la tecnología de juegos digitales. El Laboratorio GRID sirve como un centro innovador y creativo para estudiantes de pregrado y posgrado, profesores y personal de investigación y desarrollo de proyectos. Fue fundada por varios profesores y personal de la Escuela de Artes y Estudios de los Medios. 
En el ámbito educativo, Ohio patrocina el Centro para el Desarrollo y las Asociaciones de Planes de Estudio Cooperativos, el Instituto para la Democracia en la Educación,  el Centro George Hill para el Asesoramiento y la Investigación,  el Centro para la Educación Superior, el Centro de Desarrollo Infantil,  y el Centro Edward Stevens para el Estudio y el Desarrollo de la Alfabetización y el Lenguaje. 

### Bibliotecas

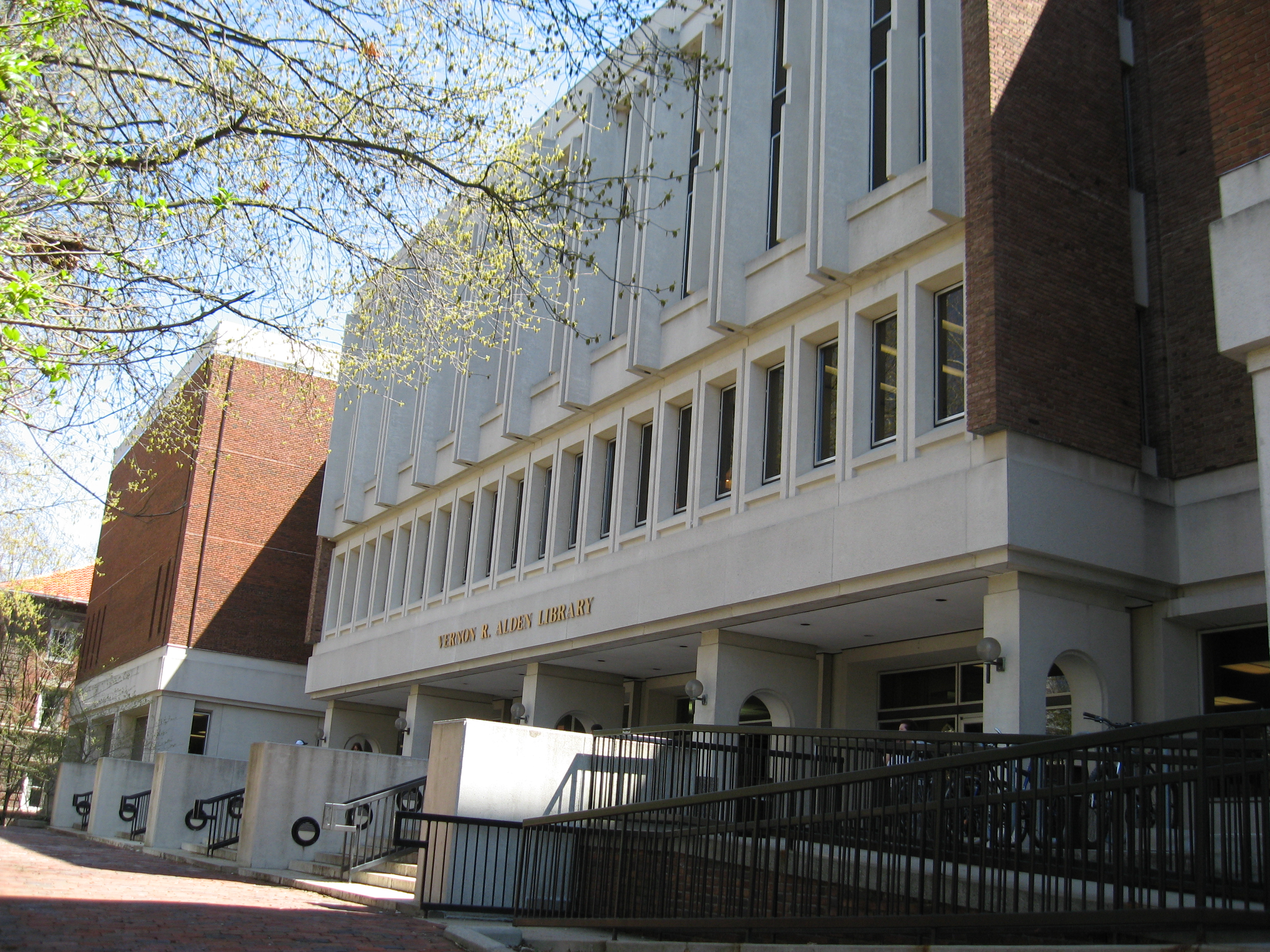
Biblioteca Vernon R. Alden.

La biblioteca Vernon R. Alden sirve como biblioteca académica central en el campus de Atenas y cuenta con bibliotecarios de investigación. Varias bibliotecas más pequeñas prestan servicio a varios departamentos, así como también bibliotecas de colección dentro del edificio de la Biblioteca Alden. También se encuentra en la Biblioteca Alden la Ohio University Press, la editorial de la Universidad de Ohio. Cada campus regional tiene su propia biblioteca y colecciones de textos impresos. La colección de la biblioteca de la Universidad de Ohio contiene más de 2,3 millones de unidades de material en microfilm, 13.500 suscripciones a publicaciones periódicas y más de 4 millones de volúmenes impresos,  lo que la convierte en una de las 100 bibliotecas más grandes de los Estados Unidos. La Biblioteca Alden fue la primera en el mundo en generar un registro de biblioteca electrónico en 1971.  La universidad mantiene un complejo sistema de archivos en sus bibliotecas.  El Centro de Archivos y Colecciones Especiales Robert E. y Jean R. Mahn mantiene y exhibe libros y colecciones raros, incluida una Biblia de Gutenberg del siglo XIV.  Las computadoras portátiles y otros accesorios están disponibles a través de los servicios tecnológicos en el mostrador de referencia. Fuera de la Biblioteca Alden y directamente detrás de Cutler Hall se encuentra Wolfe Garden, un pequeño enclave con la forma del estado de Ohio, que cuenta con árboles y plantas nativos de Ohio.

### Aplicación de la ley

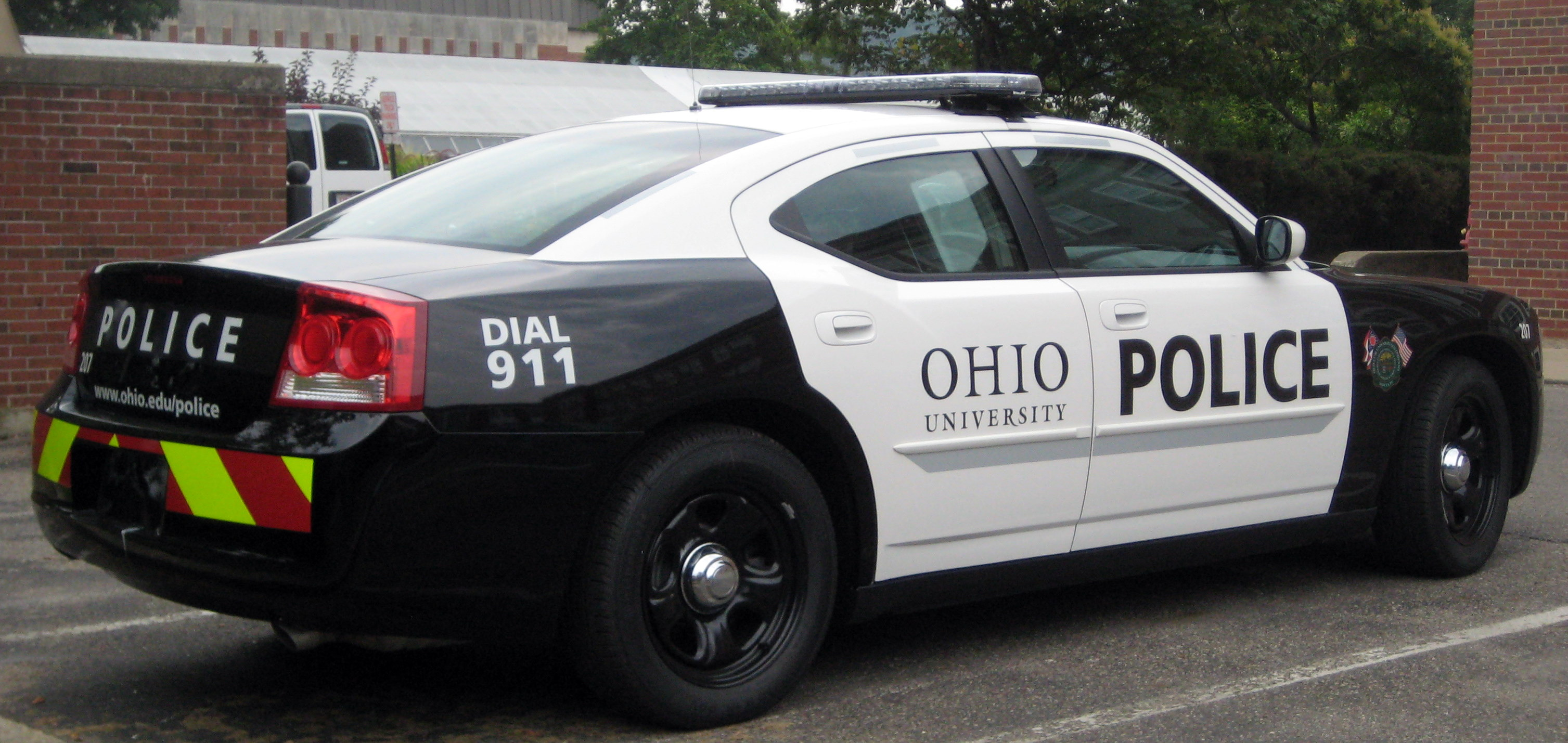
Cargador de policía de la OUPD.

La Universidad de Ohio mantiene su propio departamento de policía.  El Departamento de Policía de la Universidad de Ohio (OUPD), que opera desde 118 Ridges Circle (The Ridges, edificio 13, primer piso), es una agencia de aplicación de la ley completamente independiente con 31 oficiales juramentados, 5 despachadores y 2 miembros del personal de apoyo administrativo.  Cuenta con divisiones de patrullaje e investigación, dos equipos caninos de detección de explosivos,  un equipo SWAT,  y son miembros de la Unidad de Delitos Mayores de Athens-Hocking-Fairfield.  OUPD recibió la certificación de Ohio Collaborative el 27 de enero de 2017. 

## Académico

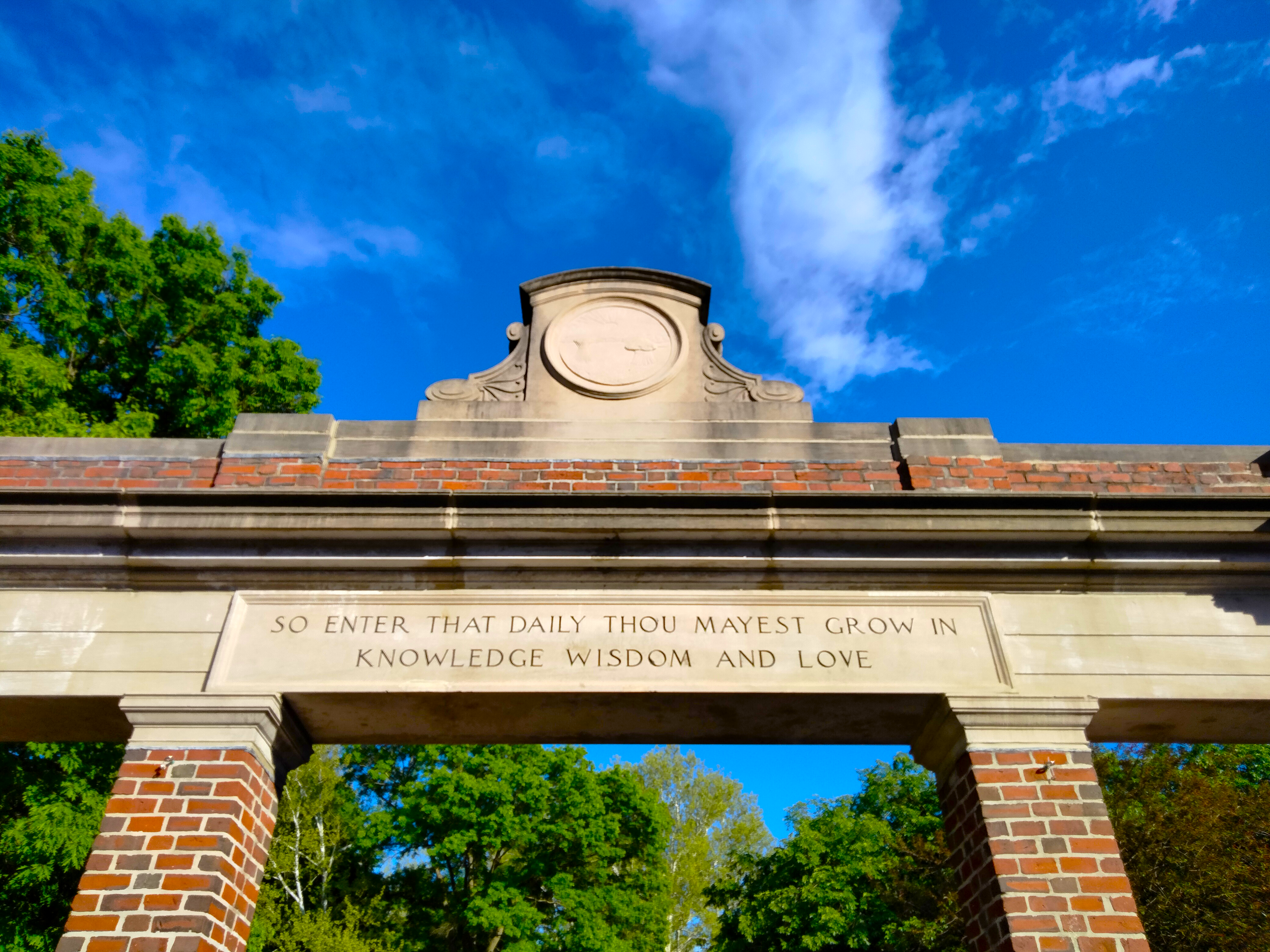
Alumni Gateway en College Green es la puerta de entrada para los estudiantes de primer año en su graduación.

El ámbito académico de la Universidad de Ohio está compuesto por trece facultades y centros que otorgan títulos.  El código de honor de la universidad incluye los pilares tradicionales de carácter, ciudadanía, civilidad, compromiso y comunidad. Los estudiantes de primer año ingresan formalmente a la universidad con su convocatoria anual y marchan por el Alumni Gateway junto con los funcionarios de la universidad. La universidad es conocida a nivel nacional por sus programas de artes liberales, así como por sus programas de periodismo, negocios y medicina. La matrícula total de estudiantes universitarios supera los 36.000, abarcando su campus principal en Atenas y los campus regionales; sus estudiantes provienen principalmente del Atlántico Medio y del Medio Oeste y se graduaron de escuelas secundarias públicas. Las admisiones de pregrado son selectivas y existen requisitos de admisión adicionales para la carrera de periodismo y otras escuelas.   El Heritage College of Osteopathic Medicine mantiene criterios de admisión separados y es la facultad más selectiva de la universidad. La Universidad de Ohio está acreditada por la Comisión de Educación Superior  y clasificada entre “R1: Universidades de Doctorado – Actividad de investigación muy alta” . 
El periódico Chronicle of Higher Education ha reconocido a la universidad como uno de los principales productores de becarios Fulbright de Estados Unidos por tipo de institución, con el mayor número de beneficiarios en el estado, así como en la Conferencia Mid-American en 2011-2012.  La Universidad de Ohio fue reconocida por la Oficina de Asuntos Educativos y Culturales del Departamento de Estado de EE. UU. como uno de los principales productores de estudiantes Fulbright estadounidenses 2014-2015.  Desde 2008, 16 estudiantes han ganado la Beca Barry M. Goldwater,  32 estudiantes han ganado el Programa de Becas de Investigación de Posgrado de la NSF  y 94 estudiantes se han convertido en beneficiarios del Programa Fulbright de EE. UU.  Un exalumno compartió el Premio Nobel. Los logros de la facultad de Ohio van desde la primera universidad en lograr con éxito una inyección de ADN transgénico, hasta el trabajo de Francis Bundy sobre la síntesis temprana de diamantes  y la célebre biografía de Ricardo III escrita por Paul Murray Kendall. Algunos indicios de los logros de investigación de la Universidad de Ohio se pueden ver en las biografías de los profesores distinguidos Edwin y Ruth Kennedy   nombrados anualmente desde 1959.

## Deporte
Los equipos deportivos de la Universidad de Ohio son los Bobcats. La Universidad pertenece a la Mid-American Conference (en su división Este).

## Estudiantes célebres
- Richard Dean Anderson, actor, conocido como Angus MacGyver.
- Nancy Cartwright, la voz de doblaje de Bart Simpson.
- Jenny Holzer, artista.
- George Voinovich, gobernador de Ohio (1991–1998) y senador.
- Herman Leonard, fotógrafo de la escena del jazz (1947-2010).
- Chris Parks, luchador más conocido como Abyss.